# Tanjong Pagar Centre
La Tanjong Pagar Centre, chiamata anche Guoco Tower, è un grattacielo di Singapore.
Con un'altezza di 290 metri, dal 2016 (anno di completamento della costruzione) è l'edificio più alto di Singapore, battendo il record precedente detenuto congiuntamente dalla UOB Plaza, One Raffles Place e Republic Plaza per oltre 20 anni.